# Platychiton surinamus
Platychiton surinamus är en insektsart som beskrevs av Max Beier 1960. Platychiton surinamus ingår i släktet Platychiton och familjen vårtbitare. Inga underarter finns listade i Catalogue of Life.